# Ucides cordatus
Ucides cordatus – gatunek kraba z rodzaju Ucides. Występuje w lasach namorzynowych od Florydy przez Brazylię po Urugwaj. Ubarwienie głowotułowia zielono-niebieskie, czerwone odnóża i szczypce.